# قائمة رؤساء بونتلاند
رئيس بنت لاند او رئيس أرض البنط (بالصومالية: Madaxaweynaha Dawladda Puntland) هو رئيس حكومة ولاية أرض البنط الصومالية. يمثل رئيس الهيئة التنفيذية التي يضمها نائب الرئيس ومجلس الوزراء. تأسس المكتب الرئيس بإعلان دولة بونت لاند الصومالية في 1 آب / أغسطس 1998. كان عبد الله يوسف أحمد أول رئيس لبونت لاند. شاغل المنصب الحالي هو الرئيس السادس سعيد عبد الله داني، منذ 8 يناير 2019.

## قائمة
رئيس بونتلاند هو رئيس السلطة التنفيذية، تولى هذا المنصب ستة رؤساء ورئيسان مؤقتان، انتخب برلمان بونتلاند منصب الرئاسة بعد إنشاء ولاية أرض البنط في الصومال في 1 أغسطس 1998.
انتخب عبد الله يوسف أحمد أول رئيس. طردته المعارضة من العاصمة في عام 2001 لرفضه التنحي عن المنصب. عقدت المعارضة مجلس شورئ في نوفمبر وانتخبت جامع علي جامع رئيسا. لذلك يعتبر جامع علي جامع أحيانًا الرئيس الثاني لبونتلاند.
لكن شكل عبد الله يوسف أحمد جيشًا بدعم من إثيوبيا، وطرد جامع علي جامع من العاصمة جروي في أوائل عام 2002. لذلك لا تعتبر وسائل الإعلام الصومالية اليوم أن جامع علي جامع رئيسًا لبونتلاند وتذكر أن محمد حاشي هو الرئيس الثاني.
لذلك يتعبر عبد الرحمن محمد محمود فارولي هو الرئيس الرابع وفقًا لوثيقة صادرة عام 2018 عن مكتب إحصاءات بونتلاند.
| No. | الصورة            | الاسم (الميلاد–الوفاة)                     | الفترة         | الفترة         | الفترة            | الحزب | الحزب                         | نائب الرئيس                  | الانتخابات |
| No. | الصورة            | الاسم (الميلاد–الوفاة)                     | استلم المنصب   | ترك المنصب     | المدة             | الحزب | الحزب                         | نائب الرئيس                  | الانتخابات |
| --- | ----------------- | ------------------------------------------ | -------------- | -------------- | ----------------- | ----- | ----------------------------- | ---------------------------- | ---------- |
| 1   |                   | عبد الله يوسف أحمد (1934–2012)             | 1 أغسطس 1998   | 30 يونيو 2001  | 2 سنوات و333 أيام |       | مستقل                         | محمد حاشي                    | 1998       |
| —   |                   | يوسف حاج نور (?–2019) بالوكالة             | 1 يوليو 2001   | 14 نوفمبر 2001 | 136 أيام          |       | مستقل                         | شاغر                         | —          |
| —   |                   | جامع علي جامع (مواليد ?) بالوكالة          | 14 نوفمبر 2001 | 8 مايو 2002    | 175 أيام          |       | مستقل                         | Ahmad Mahmud Gunle           | 2001       |
| (1) |                   | عبد الله يوسف أحمد (1934–2012)             | 8 مايو 2002    | 14 أكتوبر 2004 | 2 سنوات و159 أيام |       | مستقل                         | محمد حاشي                    | —          |
| 2   |                   | محمد حاشي (1950s–2020) '                   | 14 أكتوبر 2004 | 8 يناير 2005   | 86 أيام           |       | فصائل الحرب الأهلية الصومالية | محمد علي يوسف                | ~          |
| 3   |                   | محمود موسى حرسي (1937–2017)                | 8 يناير 2005   | 8 يناير 2009   | 4 سنوات و0 أيام   |       | مستقل                         | حسن ظاهر محمود               | 2005       |
| 4   |                   | عبد الرحمن محمد محمود فارولي (مواليد 1945) | 8 يناير 2009   | 8 يناير 2014   | 5 سنوات و0 أيام   |       | حزب هورسيد                    | عبد الصمد علي شيرى           | 2009 ‏      |
| 5   |                   | عبد الولي محمد علي غاس (مواليد 1963)       | 8 يناير 2014   | 8 يناير 2019   | 5 سنوات و0 أيام   |       | UDAD                          | عبد الحكيم عبد الله حاجي عمر | 2014       |
| 6   |                   | سعيد عبد الله دني (1967–)                  | 8 يناير 2019   | في المنصب      | 6 سنوات و198 أيام |       | جمعية كاه السياسية            | أحمد علمي عثمان              | 2019       |
| 6   | إلياس عثمان لجتور | سعيد عبد الله دني (1967–)                  | 8 يناير 2019   | في المنصب      | 6 سنوات و198 أيام | 2024  | جمعية كاه السياسية            |                              |            |

## روابط خارجية
- دول العالم - الصومال (بونتلاند)

| سبقه سعيد عبد الله دني | الرئيس السابع في بونتلاند 8 كانون الثاني (يناير) 2024 حتى الآن | تبعه سعيد عبد الله دني (الحالي) |